# Higashionna Kanryō
Det här är en artikel om en person med japanskt personnamn; Higashionna är familjenamnet.

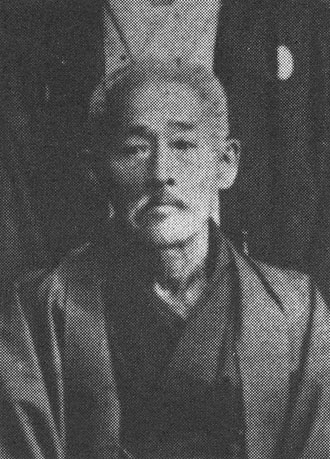
Higashionna Kanryō, tidigt 1900-tal

Higashionna Kanryō  (東恩納 寛量), född i Nishimura, Naha den 10 mars 1853 och död i Naha i december 1916, var en invånare i Nishi-Shin-machi, Naha, Okinawa. Utifrån ingående insikter i den lokala stridstekniken Naha-te genom eleverna Miyagi Chōjun och Mabuni Kenwa bidrog han till att grunda två karateskolor, Gōjū-ryū respektive Shitō-ryū.
Kanjitecknen för hans efternamn uttalas "Higaonna" i Okinawa och "Higashionna" på japanska. I västerländska artiklar används de två stavningarna ofta omväxlande. 

## Levnad och kampkonst
Higashionna Kanryō var son i en köpmansfamilj, vars verksamhet sålde ved, en dyr råvara i Ryukyuöarna.
År 1867 började Higaonna studera Monk Fist Boxning (Luohan Quan) hos Arakaki Seisho, som talade flytande kinesiska och var tolk vid Ryukyu-domstolen. Vid den tiden var ordet karate inte i allmänt bruk, och kampsport hänvisades ofta till helt enkelt som Te ("hand"), ibland föregånget av dess ursprung, som Naha-te, Shuri-te, eller helt enkelt Okinawa-te.
I september 1870 blev Higaonna utnämnd att fara till Peking som översättare för Okinawas tjänstemän. I mars 1873 seglade han till Fuzhou i Fujian-provinsen i Kina.
Arakaki hade försett Higaonna med ett introduktionsbrev till kampkonstmästaren Kojo Taitei, vars dōjō låg i Fuzhou. Higaonna tillbringade sin tid med att studera för olika lärare i kinesiska kampsporter. De första fyra åren studerade han förmodligen för Wai Xinxian, Kojo Tatai och Iwah vid Kojos dōjō. Higashionna tränade därefter under Ru Ru Ko (alias Ruru Ko, Ryu Ryu Ko, To Ru Ko eller Lu Lu Ko. Hans namn blev aldrig upptecknat, eftersom  Higaonna var analfabet. Hans riktiga namn var troligen Xie Zhongxiang, grundare av Tjuta kranen Gongfu). Enligt en muntlig redogörelse tillbringade Higaonna flera år med hushållssysslor för master Ru Ru Ko, tills han räddade dennes dotter från att drunkna under en stor översvämning och bad mästaren att lära honom Kung-fu som en belöning.
På 1880-talet återvände Higashionna till Okinawa och fortsatte med familjeföretaget. Han började också att undervisa i kampsport i och runt Naha. Hans stil präglades av att ha integrerat teknikerna Go-no (hård) och ju-no (mjuk) i ett och samma system. Han blev så framträdande att namnet "Naha-te" blev identifierat med Higaonna Kanryōs system.
Higashionna noterades för sin kraftfulla Sanchin kata eller form. Studenter rapporterade att trägolvet kunde bli varmt av hans fötter.